# اریک لادا
اریک لادا (انگلیسی: Éric Lada؛ زادهٔ ۱۴ اکتبر ۱۹۶۵) بازیکن فوتبال اهل فرانسه است.
از باشگاه‌هایی که در آن بازی کرده‌است می‌توان به باشگاه فوتبال المپیک مارسی، باشگاه فوتبال سوشو، باشگاه فوتبال نیم المپیک، باشگاه فوتبال پاریس اف سی، و باشگاه فوتبال تولوز اشاره کرد.